# Harveysburg
Harveysburg és una vila dels Estats Units a l'estat d'Ohio. Segons el cens del 2000 tenia 563 habitants.

## Demografia
Segons el cens del 2000, Harveysburg tenia 563 habitants, 191 habitatges, i 152 famílies. La densitat de població era de 329,4 habitants per km².
Dels 191 habitatges en un 45,5% hi vivien nens de menys de 18 anys, en un 62,8% hi vivien parelles casades, en un 13,1% dones solteres, i en un 19,9% no eren unitats familiars. En el 14,7% dels habitatges hi vivien persones soles el 4,7% de les quals corresponia a persones de 65 anys o més que vivien soles. El nombre mitjà de persones vivint en cada habitatge era de 2,95 i el nombre mitjà de persones que vivien en cada família era de 3,29.
Per edats la població es repartia de la següent manera: un 32,3% tenia menys de 18 anys, un 7,8% entre 18 i 24, un 32,7% entre 25 i 44, un 19,4% de 45 a 60 i un 7,8% 65 anys o més.
L'edat mediana era de 31 anys. Per cada 100 dones de 18 o més anys hi havia 92,4 homes.
La renda mediana per habitatge era de 44.750 $ i la renda mediana per família de 49.063 $. Els homes tenien una renda mediana de 31.923 $ mentre que les dones 23.333 $. La renda per capita de la població era de 16.918 $. Aproximadament el 7,7% de les famílies i el 8,6% de la població estaven per davall del llindar de pobresa.

## Poblacions properes
El següent diagrama mostra les poblacions més properes.